# ワナピティ湖

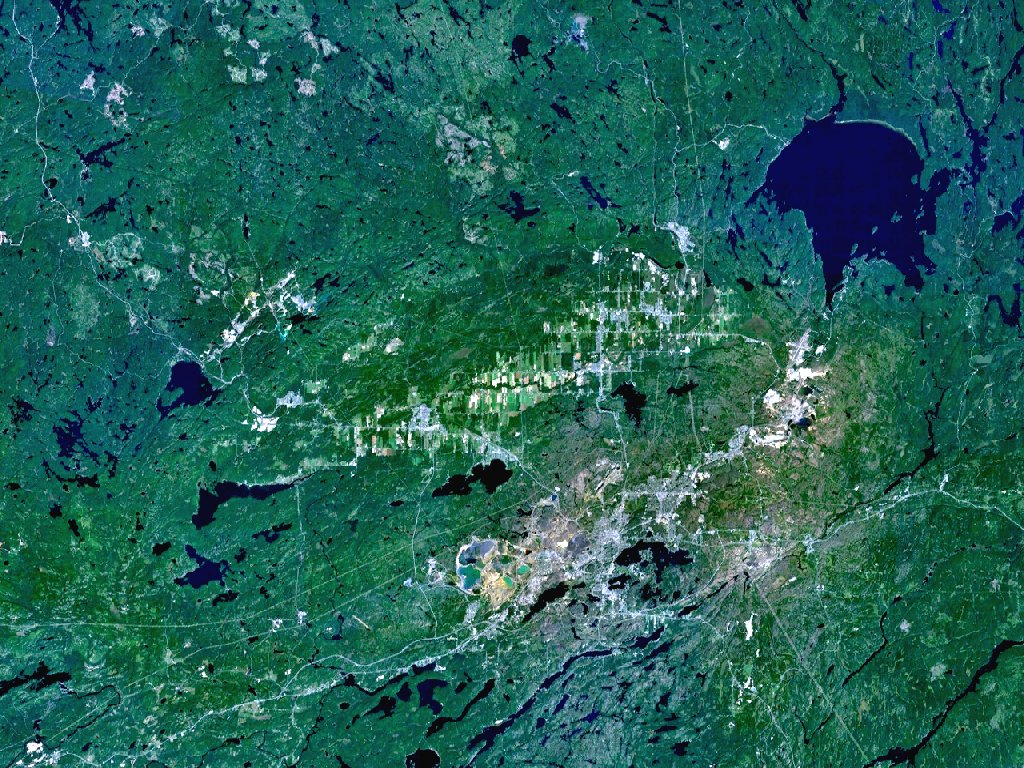
衛星写真。ワナピティ湖は右上に見える。

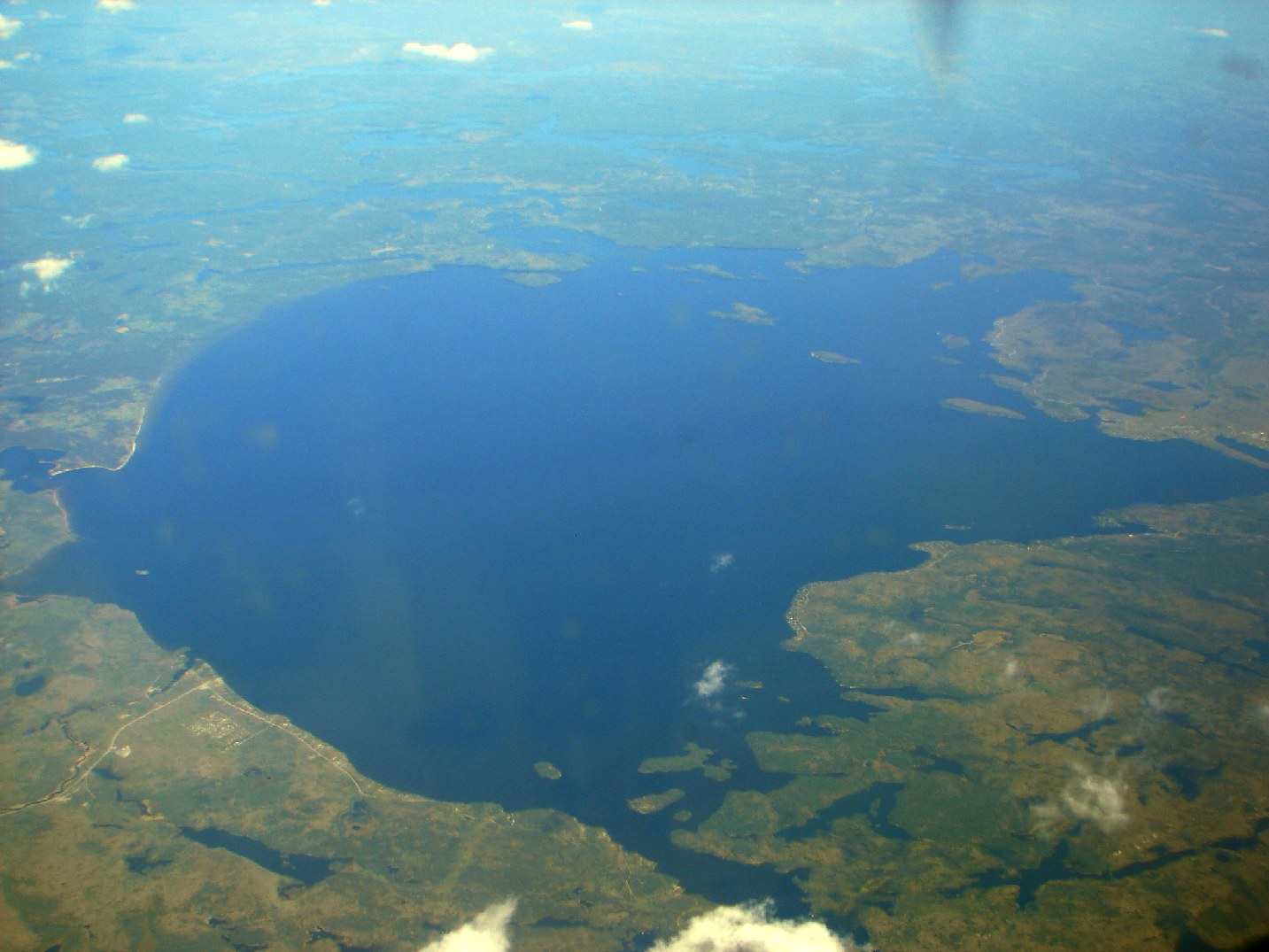
南西から見たワナピティ湖

ワナピティ湖 (Lake Wanapitei) はカナダのオンタリオ州サドバリーの隕石衝突によるクレーターの場所にある湖。近くにはサドベリー隕石孔があるが、それとの関連はない。

## 概要
クレーターは直径5.2マイル（8.4km）で、始新世の3720±120万年前に形成されたと推定されている。
1970年代中ごろに湖が衝突クレーターであることがあきらかとなった。湖はより古く大きなサドベリー隕石孔の東の端に位置している。湖周辺ではスエバイトや衝撃角礫岩がみられる。スエバイトは見た目や組成がネルトリンガー・リースのものと酷似している。
ワナピティ川が湖を通って流れている。北岸にはワナピティ州立公園がある。湖内には多くの島がある。
湖の名前はオジブウェー語のwaanabidebiingからきている。これは「くぼんだ歯（の形の）水域」を意味し、湖の形をあらわしている。

## 流路
ワナピティ湖→ワナピティ川→フレンチ川→ヒューロン湖→（省略）→大西洋